# Seweryn Gancarczyk

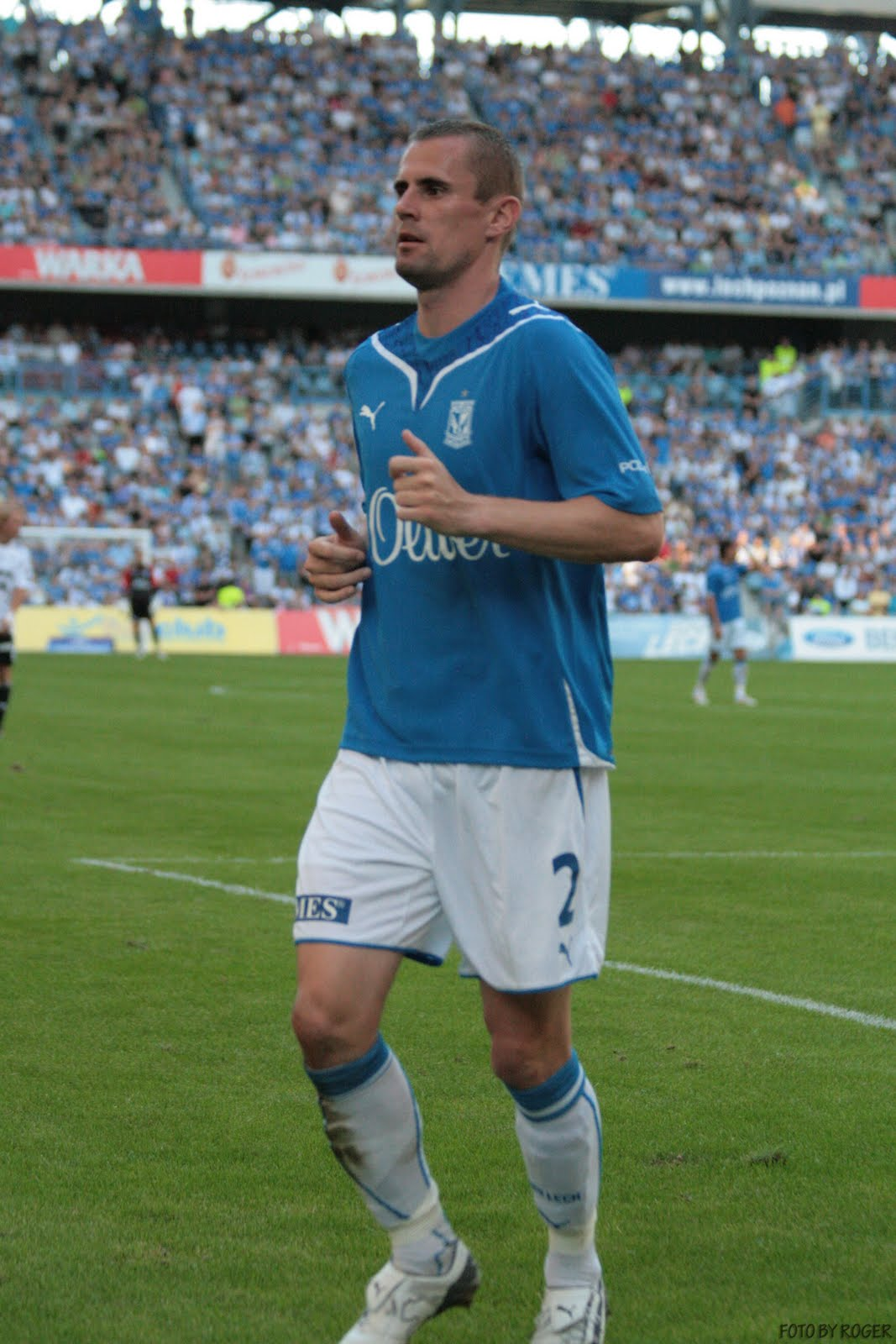
Gancarczyk w barwach Lecha

Seweryn Gancarczyk (ur. 22 listopada 1981 w Dębicy) – polski piłkarz, który występował na pozycji lewego obrońcy, w klubach polskich i ukraińskich. W latach 2006–2009 reprezentant Polski.

## Kariera klubowa
Gancarczyk swoją piłkarską karierę rozpoczynał w amatorskim klubie Podkarpacie Pustynia, w którym występował do 1999 roku. Następnie przeniósł się do polskiego klubu Hetmana Zamość z którym grał na zapleczu ekstraklasy i przez następne dwa i pół roku rozegrał w 2 lidze 40 meczów w których zdobył jednego gola.
W 2002 roku odszedł z Zamościa do ukraińskiego Arsenału Kijów. Rozegrał tam jeden mecz w Wyszczej Lidze i wiosną 2004 roku przeniósł się do Wołynia Łuck. Następnie powrócił do Arsenału, w którym rozegrał do końca roku 17 meczów w lidze i zdobył jedną bramkę. Na początku 2006 roku został zawodnikiem Metalista Charków, z którym zajął w Wyszczej Lidze 5. miejsce w sezonie 2005/2006. W kolejnych rozgrywkach wystąpił w 25 spotkaniach, w których strzelił 3 gole i zaliczył 8 asyst. Gancarczyk został również wybrany najlepszym defensorem w Ukraińskiej Ekstraklasie w sezonie 2006/2007.
W sezonie 2009/2010 Gancarczyk rozegrał w barwach Metalista jedno ligowe spotkanie, po czym przeniósł się do Lecha Poznań. W polskiej Ekstraklasie zadebiutował 9 sierpnia 2009 w wygranym 5:0 meczu z Koroną Kielce w którym zaliczył asystę. 15 września 2011 za porozumieniem stron rozwiązał kontrakt z Lechem Poznań.
16 lutego 2012 Gancarczyk podpisał kontrakt z ŁKS Łódź. Parę miesięcy później podpisał umowę z Górnikiem Zabrze. W lipcu 2015 został piłkarzem tyskiego klubu GKS Tychy. W latach 2018–2019 był zawodnikiem Rozwoju Katowice.
19 lipca 2019 został zawodnikiem klubu Podlesianka Katowice, występował w nim do sezonu 2021/2022.

## Kariera reprezentacyjna
W reprezentacji Polski zadebiutował 2 maja 2006 na stadionie GIEKSA Arena w Bełchatowie w meczu towarzyskim z reprezentacją Litwy. W 2006 dostał powołanie na MŚ w Niemczech, gdzie Polacy nie wyszli z grupy, a on nie zagrał w żadnym meczu. 14 października 2009 w spotkaniu eliminacji Mistrzostw Świata 2010 ze Słowacją, po niefortunnej interwencji, strzelił gola samobójczego w trzeciej minucie meczu. W barwach narodowych rozegrał siedem meczów.

## Kariera trenerska
Od 7 czerwca 2022 do 25 lutego 2023 był asystentem trenera Marcina Prasoła w Górniku Łęczna.

## Statystyki

### Klubowe
Wykaz meczów i goli Seweryna Gancarczyka w meczach ligowych.
| Sezon     | Klub             | Liga         | Mecze | Bramki |
| --------- | ---------------- | ------------ | ----- | ------ |
| 1999/2000 | Hetman Zamość    | III liga     | 0     | 0      |
| 2000/2001 | Hetman Zamość    | II liga      | 17    | 0      |
| 2001/2002 | Hetman Zamość    | II liga      | 9     | 1      |
| 2002/2003 | Hetman Zamość    | II liga      | 14    | 0      |
| 2002/2003 | Arsenał Kijów    | Wyszcza Liha | 1     | 0      |
| 2003/2004 | Wołyń Łuck       | Wyszcza Liha | 8     | 0      |
| 2004/2005 | Wołyń Łuck       | Wyszcza Liha | 11    | 0      |
| 2004/2005 | Arsenał Kijów    | Wyszcza Liha | 13    | 0      |
| 2005/2006 | Arsenał Kijów    | Wyszcza Liha | 4     | 1      |
| 2005/2006 | Metalist Charków | Wyszcza Liha | 9     | 1      |
| 2006/2007 | Metalist Charków | Wyszcza Liha | 25    | 2      |
| 2007/2008 | Metalist Charków | Wyszcza Liha | 27    | 1      |
| 2008/2009 | Metalist Charków | Wyszcza Liha | 23    | 2      |
| 2009/2010 | Metalist Charków | Wyszcza Liha | 1     | 0      |
| 2009/2010 | Lech Poznań      | Ekstraklasa  | 23    | 0      |
| 2010/2011 | Lech Poznań      | Ekstraklasa  | 6     | 0      |
| 2011/2012 | ŁKS Łódź         | Ekstraklasa  | 6     | 0      |
| 2012/2013 | Górnik Zabrze    | Ekstraklasa  | 25    | 0      |
| 2013/2014 | Górnik Zabrze    | Ekstraklasa  | 18    | 1      |
| 2014/2015 | Górnik Zabrze    | Ekstraklasa  | 19    | 0      |
| 2015/2016 | GKS Tychy        | II liga      | 20    | 0      |
| 2016/2017 | GKS Tychy        | I liga       | 16    | 0      |
| 2017/2018 | GKS Tychy        | I liga       | 4     | 0      |
| 2017/2018 | Rozwój Katowice  | II liga      | 13    | 0      |
| 2018/2019 | Rozwój Katowice  | II liga      | 24    | 2      |

### Reprezentacyjne
Wykaz meczów i goli Seweryna Gancarczyka w reprezentacji Polski.
| Mecze w reprezentacji | Mecze w reprezentacji | Mecze w reprezentacji | Mecze w reprezentacji | Mecze w reprezentacji | Mecze w reprezentacji |
| l.p.                  | Data                  | Miejsce               | Przeciwnik            | Rezultat              | Rozgrywki             |
| --------------------- | --------------------- | --------------------- | --------------------- | --------------------- | --------------------- |
| 1.                    | 2 maja 2006           | Bełchatów             | Litwa                 | 0:1                   | towarzyski            |
| 2.                    | 14 maja 2006          | Wronki                | Wyspy Owcze           | 4:0                   | towarzyski            |
| 3.                    | 16 sierpnia 2006      | Odense                | Dania                 | 0:2                   | towarzyski            |
| 4.                    | 9 września 2009       | Maribor               | Słowenia              | 0:3                   | elim. MŚ 2010         |
| 5.                    | 10 października 2009  | Praga                 | Czechy                | 0:2                   | elim. MŚ 2010         |
| 6.                    | 14 października 2009  | Chorzów               | Słowacja              | 0:1                   | elim. MŚ 2010         |
| 7.                    | 18 listopada 2009     | Bydgoszcz             | Kanada                | 1:0                   | towarzyski            |

## Sukcesy

### Klubowe
Lech Poznań
- Mistrz Polski: 2009/2010
- Zdobywca drugiego miejsca Pucharu Polski: 2010/2011